# Billie (koń)
Billie (ur. 1910, zm. 1930) – brytyjski koń służący w policji, który stał się symbolem stadionu Wembley oraz rozgrywek o Puchar Anglii w piłce nożnej.
28 kwietnia 1923 r. finałowy mecz o Puchar Anglii odbywał się na nowo wybudowanym stadionie Wembley, w ramach jego inauguracji. Finał rozgrywały kluby Bolton Wanderers i West Ham United. Finał wzbudził olbrzymie zainteresowanie, przewidziano sprzedaż 100 000 wejściówek, ale nie prowadzono przedsprzedaży i na mecz przybyło, według szacunków, trzykrotnie więcej chętnych. Wskutek złej organizacji sprzedaży biletów doszło ostatecznie do sforsowania wejść i tłum kibiców wtargnął na stadion oraz murawę boiska. Sędzia David Asson rozważał odwołanie meczu, ale ostatecznie po ustaleniach z piłkarzami zdecydował o jego rozegraniu.

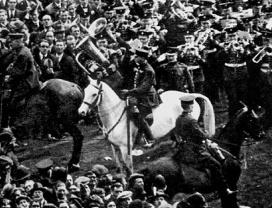
George Scorey na koniu Billie podczas Finału Pucharu Anglii w 1923 roku

Kibiców z boiska spychali policjanci, ale skuteczny okazał się dopiero szwadron policji konnej. Jeden z koni, które w szwadronie służyły, 13-letni Billie (niekiedy jego imię zapisywano błędnie jako Billy), dosiadany przez weterana I wojny światowej, policjanta George'a Scoreya, był biały i przez to z daleka widoczny, rzucał się w oczy zarówno podczas samego zdarzenia, jak i na licznych fotografiach i filmach. Wywiązał się doskonale z zadania, spychając kibiców i nie czyniąc nim krzywdy (w straszliwym ścisku na stadionie kilkaset osób odniosło obrażenia, 22 kibiców trafiło do szpitala, ale nikt nie zginął). Po półgodzinnej akcji policji udało się opróżnić boisko z kibiców i mecz ze znacznym opóźnieniem się odbył (wygrali Bolton Wanderers 2:0), ale warunki gry były takie, że w przerwie piłkarze nie mogli zejść z murawy, otoczonej szczelnie przez kibiców i policję. MImo to król Jerzy V wręczył osobiście Puchar Anglii.
Mecz przeszedł do historii pod nazwą "Finał Białego Konia" (White Horse Final), a koń Billie, który nadał służył w policji, stał się swoistym symbolem stadionu Wembley i Pucharu Anglii. Policjant George Scorey, który go dosiadał, był potem zapraszany na wszystkie finały Pucharu Anglii (nigdy nie skorzystał z zaproszenia, ponieważ zupełnie nie interesował się futbolem), a gdy koń Billie padł w 1930 roku, wiadomość ta obiegła całą Anglię. W 2005 r. po przebudowie Stadionu Wembley kładkę dla pieszych prowadzącą ze stacji metra na stadion nazwano Mostem Białego Konia (White Horse Bridge) - nazwę wybrano w plebiscycie kibiców.